# Stylidium floodii
Stylidium floodii är en tvåhjärtbladig växtart som beskrevs av Ferdinand von Mueller. Stylidium floodii ingår i släktet Stylidium och familjen Stylidiaceae. Inga underarter finns listade i Catalogue of Life.